# Zelená dolina

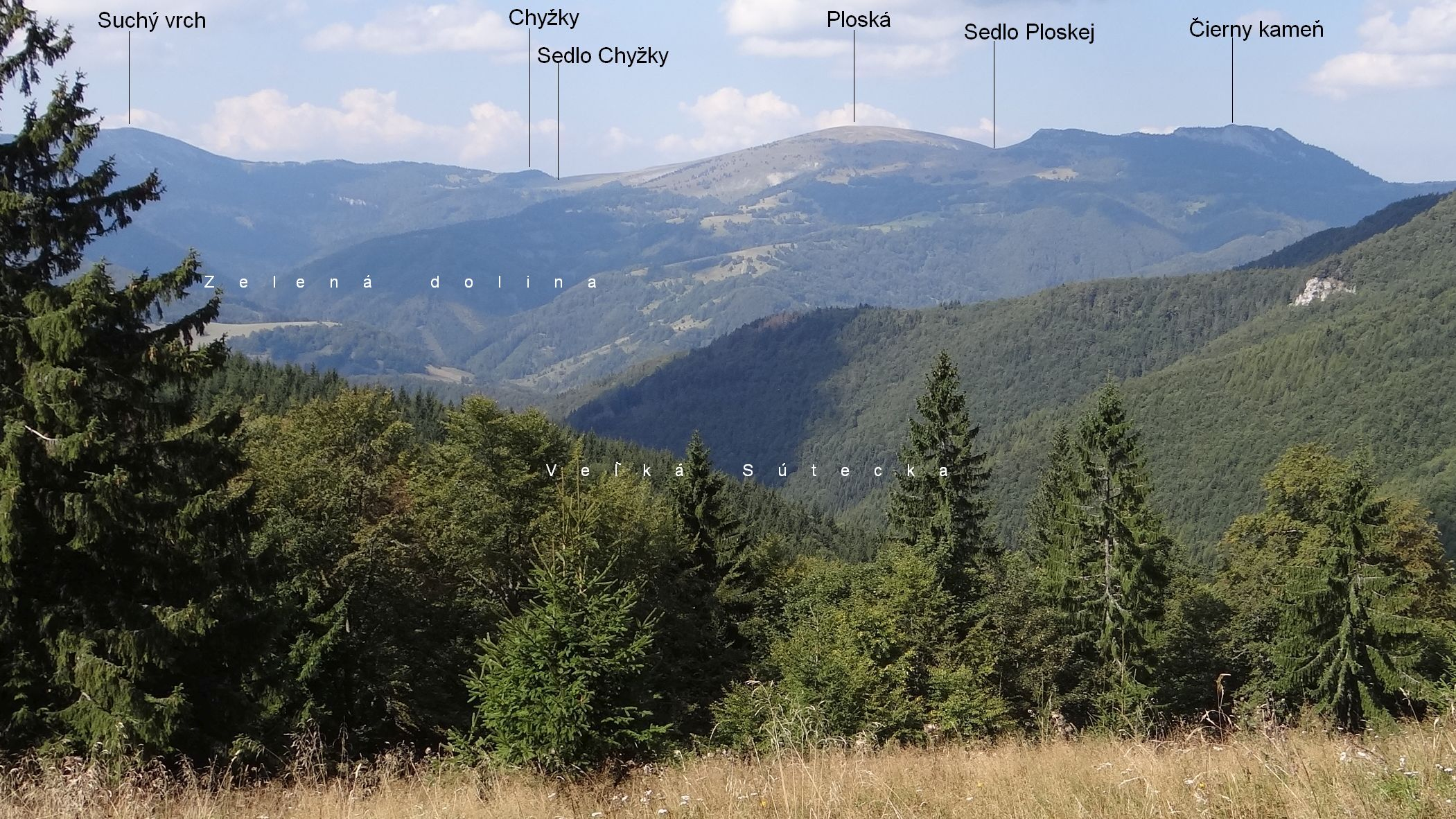
Pohled ze sedla Prípor

Zelená dolina je údolí, které se rozkládá na východní straně středoslovenského pohoří Velká Fatra. Jedná se o levou větev Revúcké doliny. Údolí začíná pod Suchým vrchem (1550 m) a končí ve Vyšné Revúci, která je částí obce Liptovské Revúce, ve výšce 740 m.
Údolím protéká potok Lopušná (též Zelený potok), který je přítokem řeky Revúce. Převážná část údolí je zalesněná, ale jeho nejvyšší části pokrývají rozsáhlé plochy pastvin.

## Turistické informace
Podél koryta potoka Lopušná vede žlutě značená turistická trasa z vrcholu hory Ploská přes Vyšnou Revúcu (Liptovské Revúce) do průsmyku Chyžky, kde se napojuje na Velkofatranskou magistrálu –  červená turistická značka č. 0870.
 Ploská – Sedlo Ploské – Vyšná Revúca – Zelená dolina – průsmyk Chyžky